# Antibes
Antibes (Occitaans: Antíbol; Italiaans (verouderd): Antibo; Oudgrieks: Ἀντίπολις of Antípolis) is een gemeente in het Franse departement Alpes-Maritimes (regio Provence-Alpes-Côte d'Azur). De gemeente telde op 1 januari 2022 76.612 inwoners, die antibois worden genoemd. De plaats maakt deel uit van het arrondissement Grasse.

## Geografie
De oppervlakte van Antibes bedroeg op 1 januari 2022 26,48 vierkante kilometer; de bevolkingsdichtheid was toen 2.893,2 inwoners per km². 
Het zuidelijke deel van de gemeente vormt het schiereiland Cap d'Antibes. Het schiereiland scheidt de baaien Golfe Juan in het westen en Baie des Anges in het oosten.
De onderstaande kaart toont de ligging van Antibes met de belangrijkste infrastructuur en aangrenzende gemeenten.

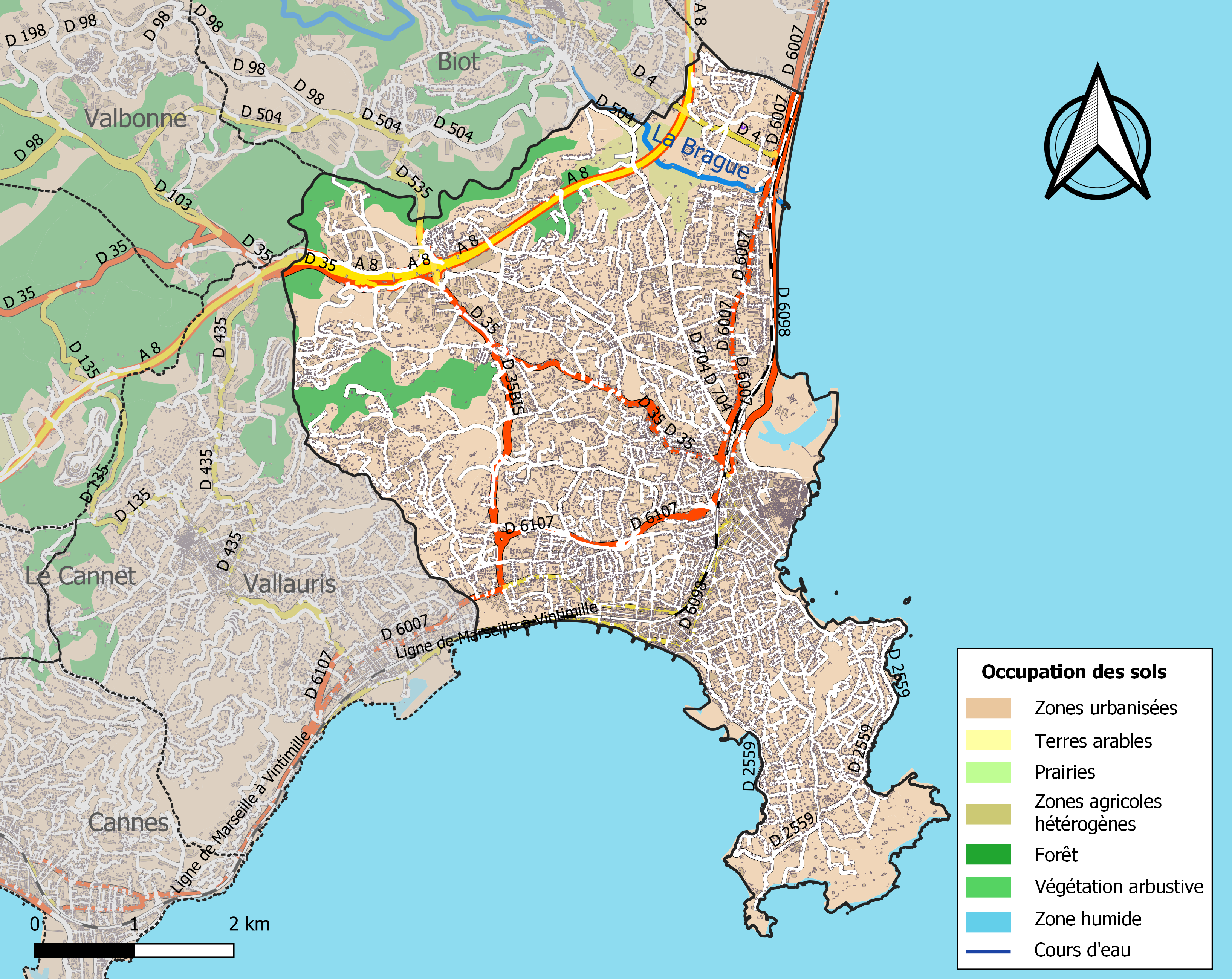

## Geschiedenis
In de 5e eeuw voor de christelijke jaartelling vestigden de Grieken uit Massilia (Marseille) een handelspost aan het westelijk eind van de grote Baie des Anges. Vanwege haar ligging tegenover Nikè (Nice) aan de overzijde van de baai, werd de nieuwe nederzetting, het tegenwoordige Antibes, Antipolis genoemd. Een grote naam voor een kleine plaats, want het besloeg slechts een ruimte tussen de zee en de huidige cours Massena, omringd door een vestingmuur met één poort. Veel vertrouwen hadden de Grieken blijkbaar niet in de goede gezindheid van de kustbewoners, de Liguren, want alle zakelijke transacties werden buiten de muren afgehandeld.
Twee eeuwen later kwamen de Romeinen, die Antipolis tot grote welvaart brachten en tevens de stad belangrijk uitbreidden en versterkten. Het laatste belette echter niet dat tijdens de Volksverhuizing in de 5e eeuw de stad werd vernield. Van de bouwwerken uit die oude tijd is dan ook nagenoeg niets meer overgebleven. Halfweg de 5e eeuw was Antibes een bisdom geworden. Vanaf de 8e en 9e eeuw plunderden en brandschatten de Moorse piraten uit Noord-Afrika herhaaldelijk de kust. De twee voor Antibes zo karakteristieke oude torens (12e eeuw) waren dag en nacht bezet door wachters, die moesten waarschuwen als de zeerovers in aantocht waren, opdat de bevolking van de omgeving zich tijdig binnen de muren van de stad in veiligheid kon stellen. In 1244 werd de bisschopszetel overgebracht van Antibes naar Grasse.
De Franse koningen maakten Antibes tot een sterke vestingstad, waaraan het Fort Carré (gebouwd door Vauban) op de noordelijke landtong van de baai Anse-Saint-Roch, nog herinnert. Omstreeks 1895 werden de bolwerken gesloopt om de stad te kunnen uitbreiden; slechts de promenade du Front de Mer is ervan overgebleven, evenals het reeds genoemde Fort Carré en het Château Grimaldi.
Vanaf 1882 werd Juan-les-Pins aan de Golfe Juan als badplaats ontwikkeld. Vooral na de Eerste Wereldoorlog kwam er veel bebouwing bij.

## Bezienswaardigheden en toerisme

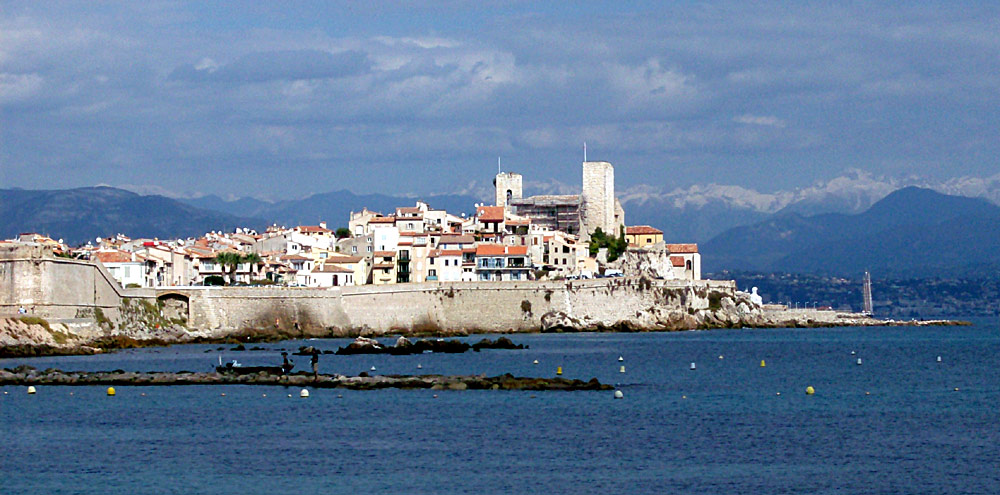
Antibes vanaf Boulevard James Wyllie

Antibes is een toeristische trekpleister die in de zomer meer dan 200.000 inwoners telt.
De gemeente bezit 23 km aan kustlijn met verschillende stranden en vier jachthavens: Port Vauban, Port de la Salis, Port du Crouton en Port Galice. Port Vauban is een van de grootste jachthavens van Europa met de zogenaamde 'Quai des Milliardaires'. In Antibes worden de Antibes Yacht Show en Les Voiles d'Antibes georganiseerd.
De gemeente telt verschillende bezienswaardigheden en musea. De kathedraal is gedeeltelijk romaans. Het altaarstuk uit 1515, de Madone du Rosaire, wordt toegeschreven aan Louis Bréa. In de kleine apsis, naast het priesterkoor, staat een houten Christusfiguur uit 1447 op een groot steenblok, een vroeger heidens altaar.
In het Château Grimaldi (Château d'Antibes) is het Musée Picasso Antibes, waarin o.a. talrijke werken van deze schilder en archeologische vondsten en verzamelingen zijn ondergebracht.
Bezienswaardig is ook het Musée d'Archeologie Terrestre et Sous-Marine, gevestigd in het Bastion Saint-André. Hier bevinden zich nog interessante herinneringen uit vroegere tijden, zoals gebruiksvoorwerpen, amforen en hout/stenen Romeinse ankers, opgegraven uit eerdere nederzettingen of opgedoken uit de zee.

### Afbeeldingen

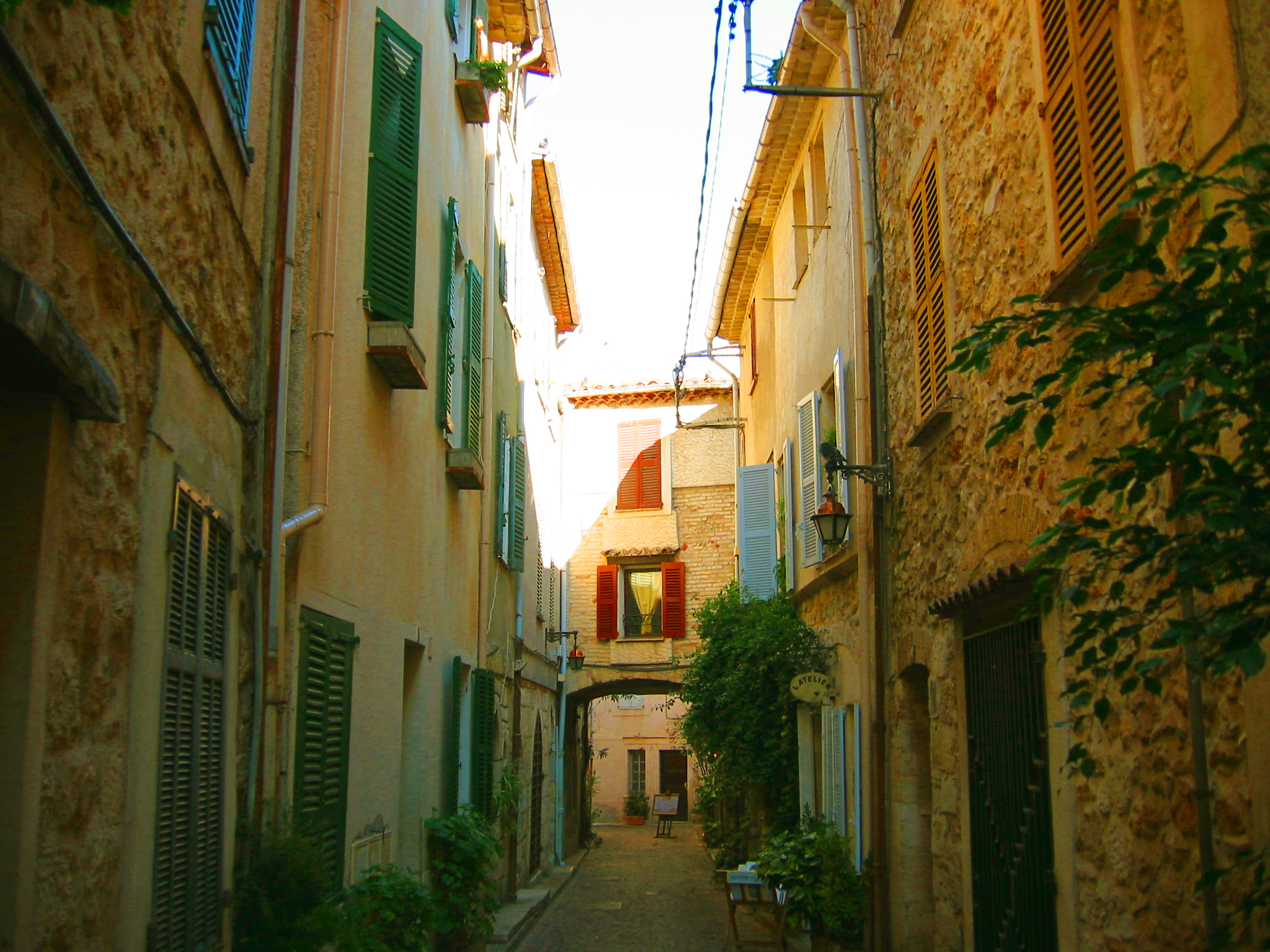
Oude centrum
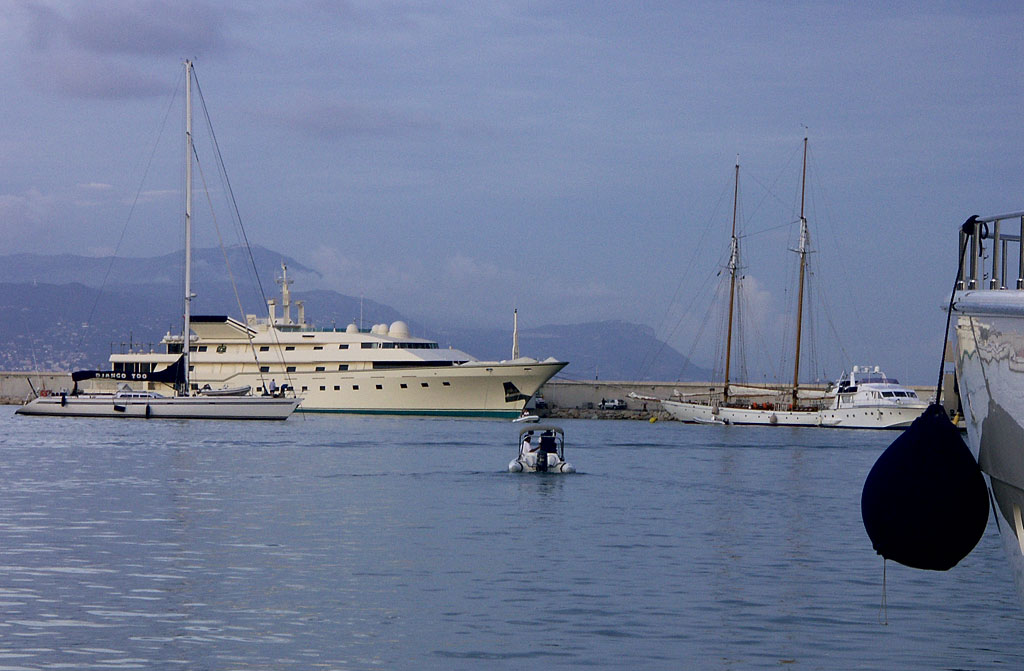
Jachthaven
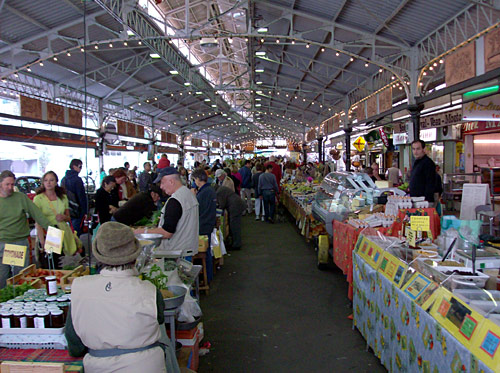
Markt
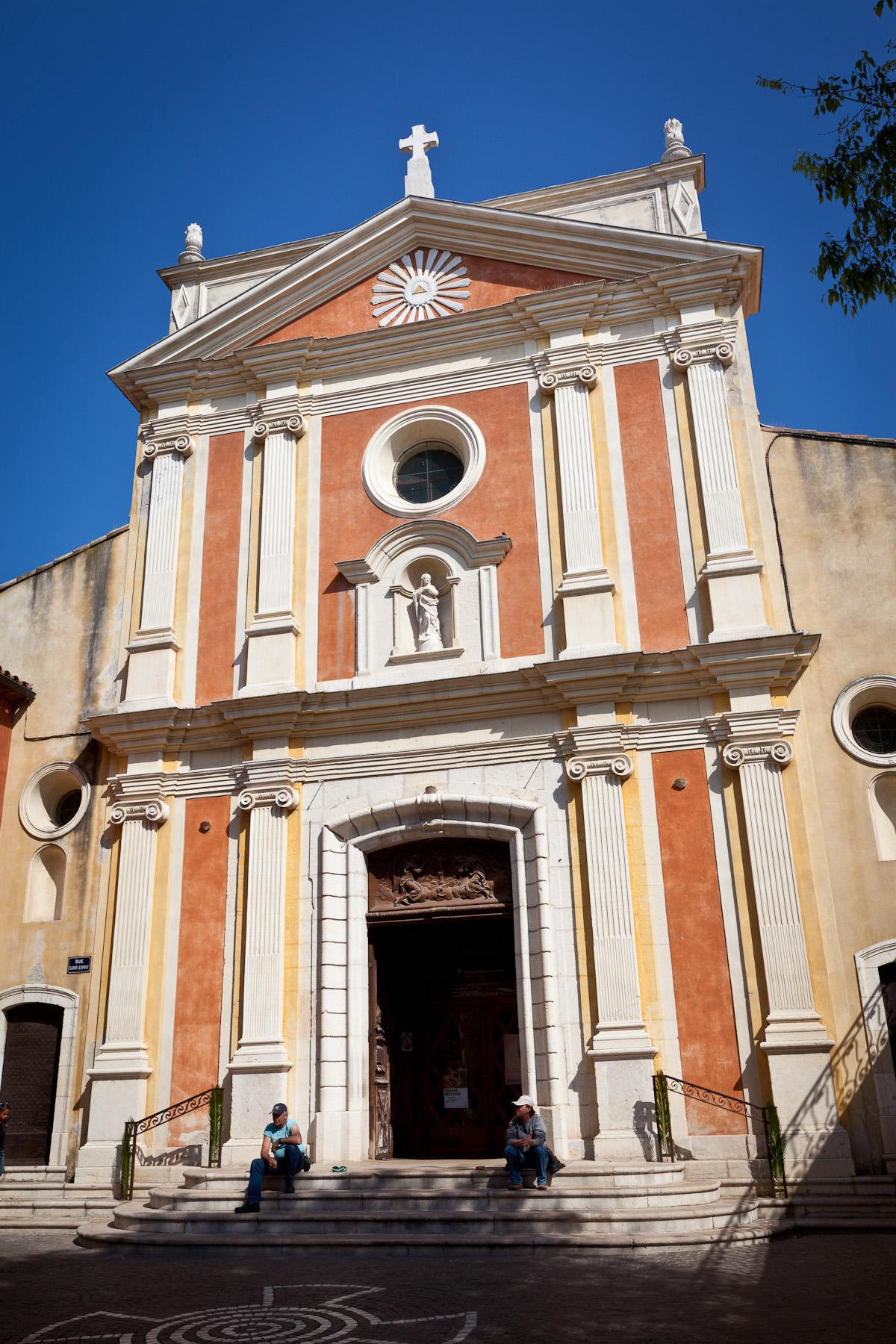
Kathedraal Notre-Dame
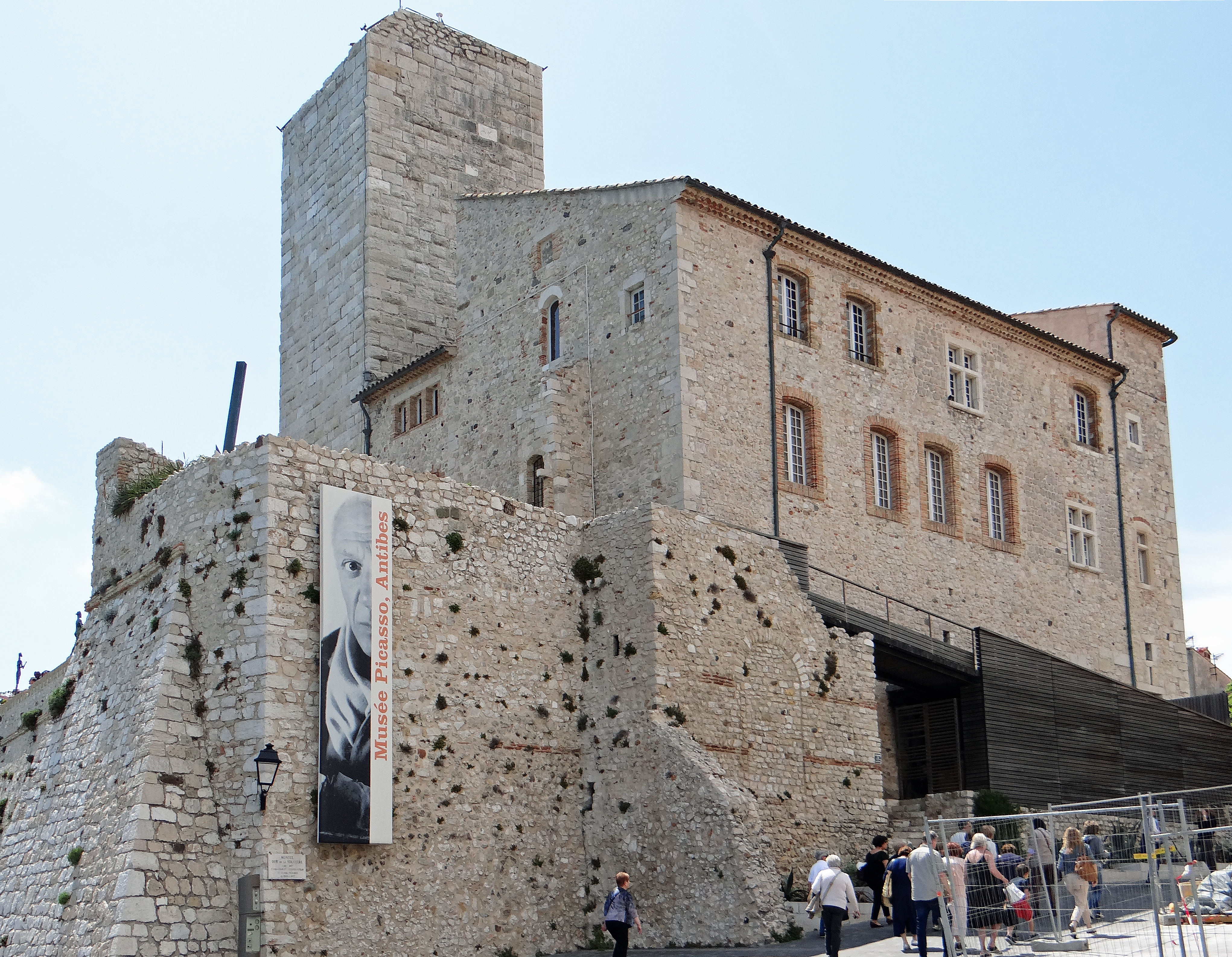
Kasteel (Musée Picasso Antibes)
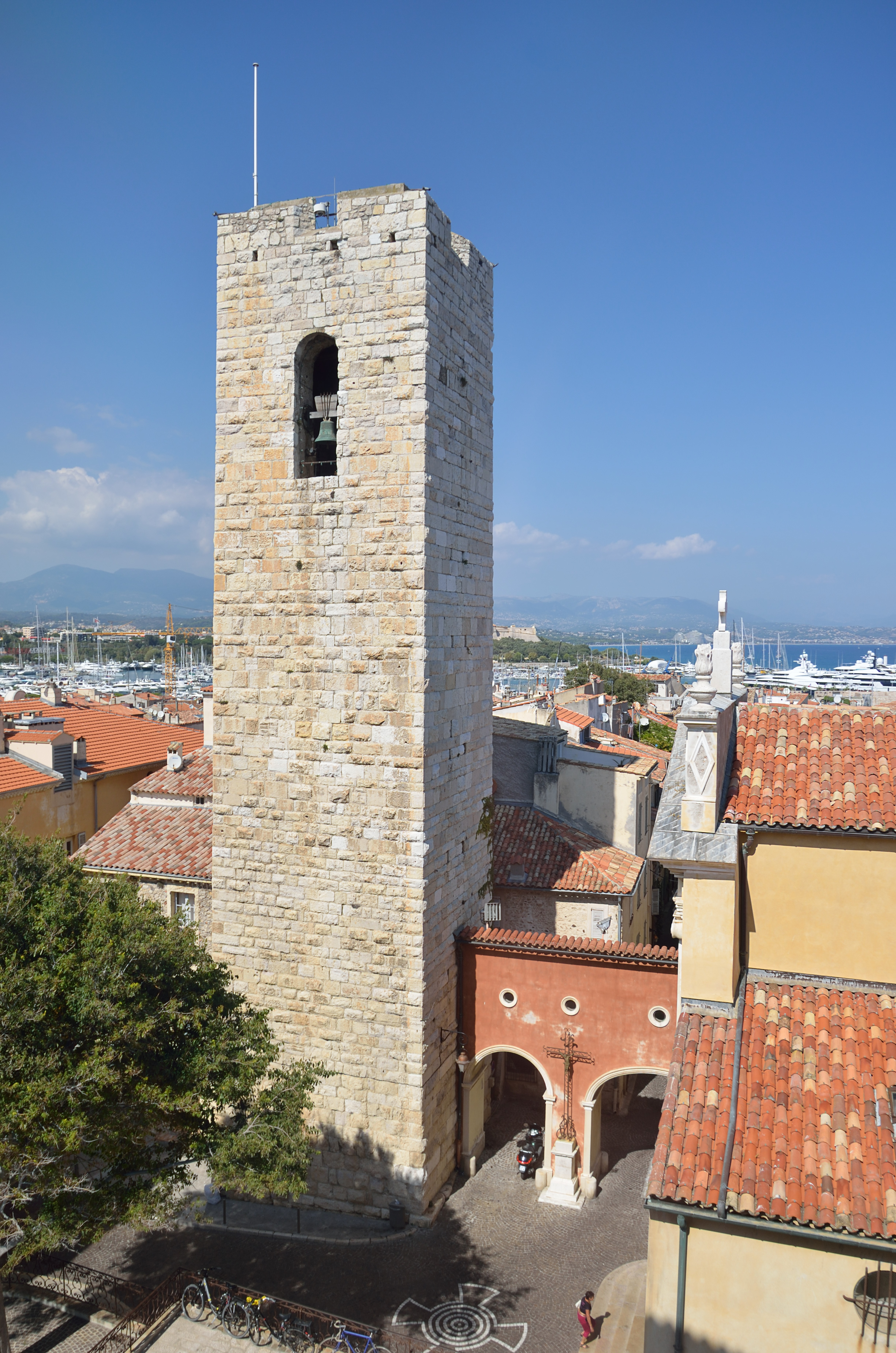
Tour Grimaldi
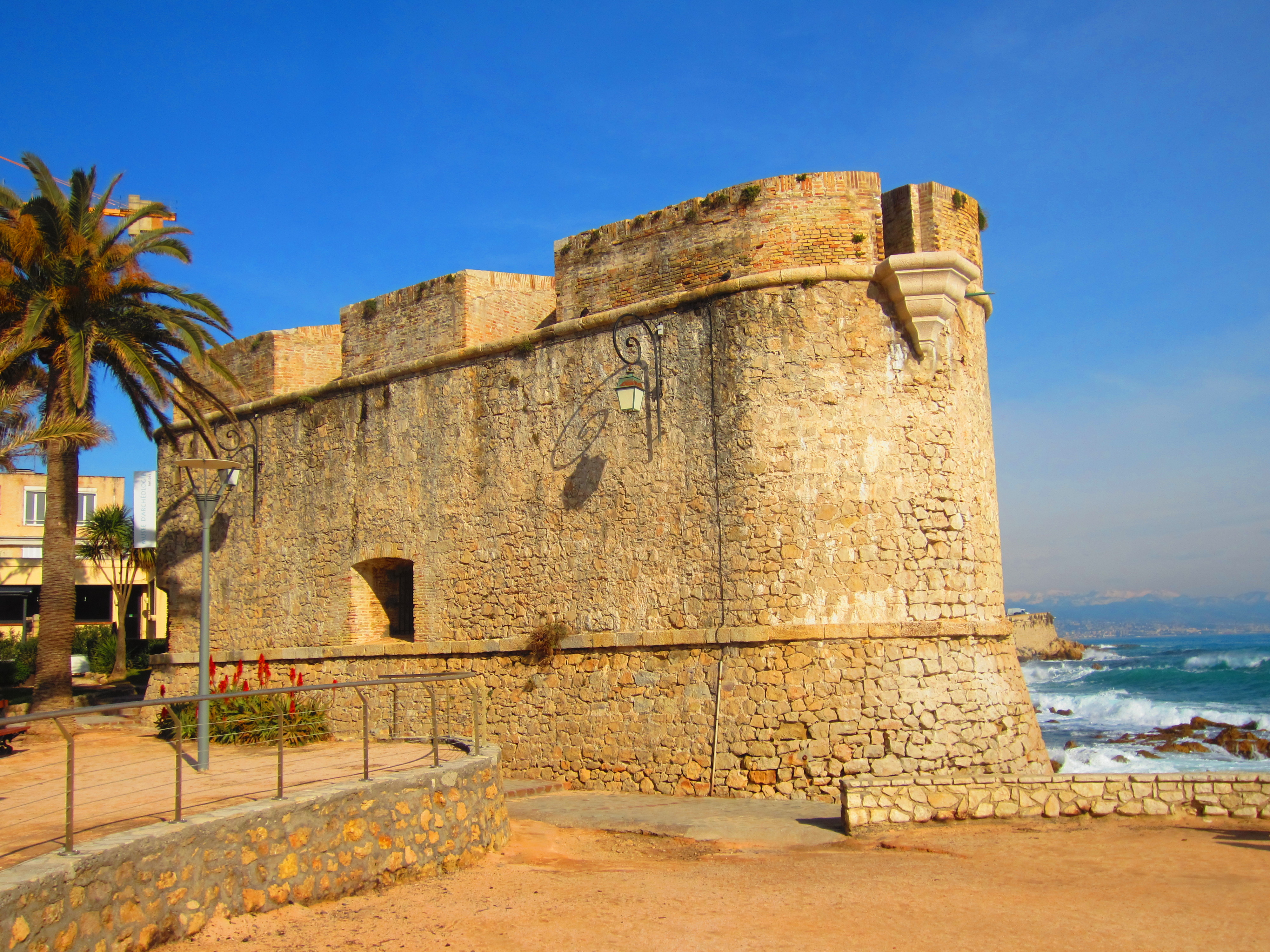
Bastion Saint-André

## Verkeer en vervoer
In de gemeente ligt spoorwegstation Antibes.
De autosnelweg A8 loopt door de gemeente.

## Demografie
Onderstaande figuur toont het verloop van het inwonertal (bron: INSEE-tellingen).
Vanwege een beveiligingsprobleem met de MediaWiki Graph-software is het momenteel niet mogelijk deze grafiek weer te geven. Zodra de software is bijgewerkt zal de grafiek vanzelf weer zichtbaar worden.

## Geboren in Antibes
- Jacques Audiberti (1899-1965), schrijver

## Stedenband
- Eilat (Israël)